# Joe Cocker!
Joe Cocker! is het tweede album van de Britse rockzanger Joe Cocker. Dit album bevat onder meer covers van The Beatles, Bob Dylan, Leon Russell en Leonard Cohen.

## Achtergrond
Joe Cocker had een rauwe, bluesy stem en zong vooral stevige, swingende rockmuziek met forse uithalen. Dat wisselde hij af met rustige, melodieuze ballads. Hij is vooral bekend geworden met covers van andere artiesten. 
Op dit album staan twee nummers van The Beatles (het rocknummer She came in through the bathroom window en de ballad Something). Lawdy miss Clawdy is geschreven door Lloyd Price en oorspronkelijk uitgebracht in 1952. Dat nummer is ook gecoverd door Elvis Presley en Fats Domino. Hitchcock railway is geschreven door Don Dunn en Tony McCashen en eerst uitgebracht door José Feliciano. Darling be home soon is geschreven door John Sebastian en in 1968 opgenomen door diens band The Lovin Spoonful. Het is ook uitgebracht door Slade en door Tedeschi Trucks Band. That's your business now is geschreven door Joe Cocker samen met bandlid Chris Stainton. 

## Tracklist
| Nr. | Titel                                                                 | Duur |
| --- | --------------------------------------------------------------------- | ---- |
| 1.  | Dear landlord (Bob Dylan)                                             | 3:23 |
| 2.  | Bird on the wire (Leonard Cohen)                                      | 4:30 |
| 3.  | Lawdy miss Clawdy (Lloyd Price)                                       | 2:15 |
| 4.  | She came in through the bathroom window (John Lennon, Paul McCartney) | 2:37 |
| 5.  | Hitchcock railway (Don Dunn, Tony McCashen)                           | 4:41 |

| Nr. | Titel                                                 | Duur |
| --- | ----------------------------------------------------- | ---- |
| 1.  | That's your business now (Joe Cocker, Chris Stainton) | 2:56 |
| 2.  | Something (George Harrison)                           | 3:32 |
| 3.  | Delta Lady (Leon Russell)                             | 2:51 |
| 4.  | Hello little friend (Leon Russell)                    | 3:52 |
| 5.  | Darling be home soon (John B. Sebastian)              | 4:49 |

## Muzikanten
Joe Cocker werd op dit album begeleid door The Grease Band, evenals op het eerste album. Die band begeleidde hem ook tijdens zijn succesvolle optreden op het Woodstock Festival in augustus 1969. 
- Basgitaar – Alan Spenner
- Drumstel – Bruce Rowland en Paul Humphries
- Electrische gitaar – Clarence White en Henry McCulloch
- Pedaal steelgitaar – Sneaky Pete Kleinow
- Percussie – Milt Holland
- piano , orgel – Chris Stainton
- Piano, orgel en gitaar – Leon Russell
- Achtergrondzang – Bonnie Bramlett, Merrie Clayton, Patrice Holloway, Rita Coolidge en Shirley Matthews

Clarence White en Sneaky Pete Kleinow hebben bij The Byrds gespeeld. Henry McCulogh speelde bij Paul McCartney's Wings. 

## Productie
Dit album is opgenomen in de A&M Studios en de Sunset Sound Studios, beide in Hollywood. De plaat is geproduceerd door Denny Cordell en Leon Russell en gemixt en gemasterd door Glyn Johns. De geluidstechnici waren Brian Ingoldsby en Henry Lewy. Er zijn twee singles uitgebracht van dit album: Delta Lady en She came in through the bathroom window.

## Waardering
Dit album werd door de Amerikaanse site AllMusic gewaardeerd met vier sterren (het maximale aantal is vijf sterren).
Dit album bereikte in de Verenigde Staten de 11e plaats en in het Verenigd Koninkrijk de 29e. 
Van het album zijn in de Verenigde Staten meer dan 500.000 exemplaren verkocht, wat een gouden plaat heeft opgeleverd.
De single Delta Lady behaalde in de Verenigde Staten plaats 69, in het Verenigd Koninkrijk plek 10 en in Nederland plek 15. De single She came in through the bathroom window bereikte in de Verenigde Staten de 30e en in Nederland 18e plaats.